# Ekaterina Šagalova
Ekaterina Šagalova (Mosca, 5 giugno 1976) è una regista russa.

## Filmografia parziale

### Regista
- Odnaždy v provincii (2008)
- Bercy (2014)